# エモーションピクチャーVol.1
『エモーションピクチャーVol.1』（ばくおんゆめはなび）は、日本のバンドTHE BACK HORNの1枚目のDVDである。2004年11月3日発売。発売元はビクターエンタテインメント。

## 概要
- 1stアルバム『人間プログラム』から3rdアルバム『イキルサイノウ』からのPVを収録している。
- シングル「初めての呼吸で」と同時発売。

## 収録曲
1. サニー
監督：竹内鉄郎
2. 空、星、海の夜
監督：紀里谷和明
3. 幾千光年の孤独
監督：カトウカズヤ
4. 砂の旅人
監督：カトウカズヤ
5. 世界樹の下で
監督：竹内鉄郎
6. 涙がこぼれたら
監督：竹内鉄郎
7. 未来
監督：竹内鉄郎
8. 光の結晶
監督：AIR NOTES
9. 生命線
監督：丹修一
10. 花びら
11. アカイヤミ (Super Emotion Picture)
監督：菅波栄純